# Acharávi
Acharávi (Acharavi) är en ort i Grekland.   Den ligger i prefekturen Nomós Kerkýras och regionen Joniska öarna, i den västra delen av landet, 400 km nordväst om huvudstaden Aten. Acharávi ligger 62 meter över havet och antalet invånare är 1 013. Den ligger på ön Korfu.
Terrängen runt Acharávi är kuperad åt sydost, men norrut är den platt. Havet är nära Acharávi norrut. Runt Acharávi är det ganska tätbefolkat, med 90 invånare per kvadratkilometer. Närmaste större samhälle är Agios Georgis, 12,7 km sydväst om Acharávi. I omgivningarna runt Acharávi växer i huvudsak blandskog.